# Жанна-Марі Лябурб
Жанна-Марі Лябурб (фр. Jeanne Marie Labourbe; 8 квітня 1877 — 2 березня 1919) — організатор Французької комуністичної групи в Москві, член Іноземної колегії при підпільному Одеському обласному комітеті КП(б)У.

## Біографія
Народилась в м. Ла-Паліс (Франція), у сім'ї Клода Лябурба, наймита-поденника, і його дружини Марі Лаббе. Від 13 років працювала в пральні. Багато читала. 1896 разом із польською родиною, де була покоївкою та гувернанткою, виїхала до м. Томашів Люблінської губернії (на той час територія Російської імперії; нині м. Томашув-Любельські, Польща). Почала вивчати російську мову, займалася самоосвітою. Тоді ж познайомилася з Феліксом Дзержинським. 1905 вступила до Російської соціал-демократичної робітничої партії (більшовиків). Брала участь в агітаційній роботі, розповсюджувала марксистську літературу. 1917 працювала в московських організаціях РСДРП(б). У Москві познайомилася з Інесою Арманд (1874—1920) та Олександрою Коллонтай. Вийшла заміж за одного з організаторів південнослов'янської групи РКП(б) чорногорця В.Марковича, разом з ним брала участь у створенні клубу іноземних інтернаціоналістів «La III Internationale» («III Інтернаціонал»). 19 серпня 1918 особисто зустрічалася з В.Леніним з приводу створення англо-французької комуністичної групи. У вересні цього ж року за її участі було організовано Французьку комуністичну групу в Москві (налічувала близько 20 учасників, у її діяльності брали участь, зокрема, І.Арманд і Ж.Садуль — автор численних пропагандистських статей, брошур, листівок). Стала секретарем цієї групи та членом редакційної комісії її газети «La III Internationale» (друкувалася в Москві; з жовтня 1918 до березня 1919 вийшло 16 номерів).

## В Одесі
У середині лютого 1919 прибула до Одеси, підвладної на той час військам Антанти (див. Антанти військова присутність на півдні України 1918—1919). Як представник Французької комуністичної групи увійшла до складу президії (разом з О.Соколовською — від підпільного обласного партійного комітету, А.Заліком — від румунської групи та ін.) Іноземної колегії, створеної напередодні підпільним Одеським обласним комітетом КП(б)У. Розгорнула серед солдатів експедиційного корпусу Антанти агітаційну роботу, вела роз'яснювальні бесіди, виголошувала промови, розповсюджувала листівки та примірники підпільної газети «Le Communiste» («Комуніст»; видавалася підпільним Одеським обласним комітетом КП(б)У).
1 березня 1919 за доносом була заарештована в Одесі французькою контррозвідкою; страчена в ніч на 2 березня.
Наступного дня похована на 2-му Християнському кладовищі.
За радянської влади на її могилі встановлено стелу з чорного мармуру зі скульптурним портретом; на її честь в Одесі було названо спуск (нині відновлено стару назву — Військовий). Вона була прототипом центральних персонажів у п'єсі Л.Славіна «Интервенция» (1933), у романі Ю.Смолича «Рассвет над морем» (1953), в опереті О.Сандлера «На рассвете» (1964), у художньому фільмі «Эскадра уходит на запад» (1965, Одеська кіностудія, режисери: М.Білінський та М.Вінграновський).